# Qi Wusheng
 (février 2015).
Si vous disposez d'ouvrages ou d'articles de référence ou si vous connaissez des sites web de qualité traitant du thème abordé ici, merci de compléter l'article en donnant les références utiles à sa vérifiabilité et en les liant à la section « Notes et références ».
Qi Wusheng (en chinois : 戚务生), né le 20 mai 1944 à Weihai, est un footballeur et entraîneur chinois de football.

## Palmarès

### En tant que joueur
- Troisième de la Coupe d'Asie des nations 1976 avec la Chine

### En tant qu'entraîneur
Dalian
- Vainqueur de la Coupe de Chine en 1992

Chine
- Médaille d'argent aux Jeux asiatiques de 1994